# 955 (číslo)
Devět set padesát pět je přirozené číslo. Římskými číslicemi se zapisuje CMLV a řeckými číslicemi ϡνε´. Následuje po čísle devět set padesát čtyři a předchází číslu devět set padesát šest.

## Matematika
955 je:
- Deficientní číslo
- Složené číslo
- Poloprvočíslo
- Nešťastné číslo

## Astronomie
- (955) Alstede je planetka hlavního pásu, kterou objevil v roce 1921 Karl Wilhelm Reinmuth
- NGC 955 je spirální galaxie v souhvězdí Velryby.

## Roky
- 955
- 955 př. n. l.